# 노먼 게슈윈드
노먼 게슈윈드(Norman Geschwind 1926년 1월 8일 – 1984년 11월 4일)는 뇌병변(brain lesion) 분석을 기반으로한 단절 모델 구성을 통한 행동 신경학(behavioral neurology) 탐구로 가장 잘 알려진 미국의 행동 신경과학(Behavioral neuroscience)의 선구자이다.

## 제3의 언어영역 가설
뇌의 언어처리에서 브로카영역(Broca's area)과 베르니케영역(Wernicke's area)의 기능 국재화(Functional specialization)를 설명하는 고전적인 궁상섬유속(arcuate fasciculus tract)이 브로카와 베르니케영역간의 직접적인 연결을 담당한다고 알려졌으나 노먼 게슈윈드는 이러한 영역들 이외에 제3의 언어영역을 제안하는 가설을 주장하였다. 이러한 제3의 영역은 최근까지 확인되지 못했으나 2004년에  그 존재가 보고되었다. 마르코 카타니(Marco Catani)박사는 이 영역을 게슈윈드영역(Geschwind's area)으로 명명하였으며 직접적인 연결경로인 궁상섬유속(arcuate fasciculus tract)과는 달리 두정엽을 거쳐 지나는 아래 마루 소엽(inferior parietal lobe)의 영역이 브로카와 베르니케영역간을 연결하는 간접경로임을 설명하였다.

## 같이 보기
- 베르니케-게슈윈드 모델
- 게슈윈드 증후군